# 贡川乡
贡川乡，是中华人民共和国广西壮族自治区河池市大化瑶族自治县下辖的一个乡镇级行政单位。

## 行政区划
贡川乡下辖以下地区：
贡川村、等宦村、清坡村、什陇村、隆江村、龙勒村、龙眼村和红柳村。